# Guldbagge 1966

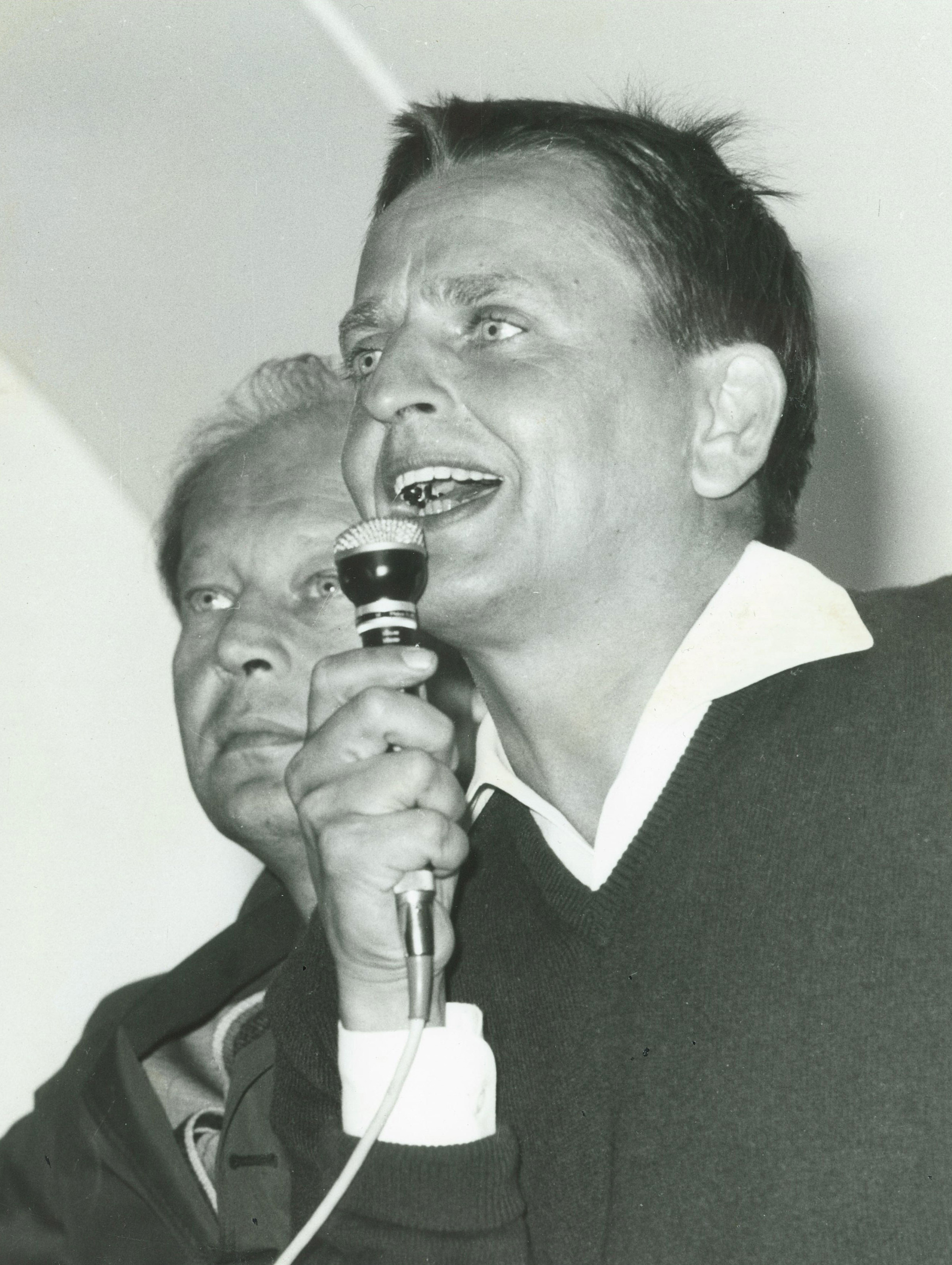
Il presidente dello Svenska Filminstitutet, Krister Wickman. Sullo sfondo Olof Palme

La 3ª edizione del Premio Guldbagge, che ha premiato i film svedesi del 1965 e del 1966, si è svolta a Stoccolma il 17 ottobre 1966, presentata da Krister Wickman, presidente dello Svenska Filminstitutet.

## Vincitori

### Miglior film
- Heja Roland!, regia di Bo Widerberg

### Miglior regista
- Alf Sjöberg - Ön

### Miglior attrice
- Christina Schollin - Ormen - La frusta del sesso (Ormen)

### Miglior attore
- Thommy Berggren - Heja Roland!

### Premio speciale
- Bengt Idestam-Almquist